# Cloudpunk
Cloudpunk es un videojuego de aventura cyberpunk desarrollado por el desarrollador alemán Ion Lands y publicado por Maple Whispering Limited para Microsoft Windows el 23 de abril de 2020. Fue lanzado en Nintendo Switch, PlayStation 4 y Xbox One el 15 de octubre de 2020. Se publicó una versión de PlayStation 5 publicada por Merge Games.
lanzado el 19 de agosto de 2022. Una versión para Xbox Series X/S también lanzada el 16 de octubre de 2023.

## Jugabilidad
El jugador toma el control de Rania, una nueva conductora de la empresa de entrega "semi-legal" Cloudpunk. El jugador tiene que maniobrar un HOVA (coche volador) a través de una ciudad futurista, recogiendo y entregando paquetes y pasajeros. También es posible aparcar el coche en determinadas plazas de aparcamiento y explorar partes de la ciudad a pie. Durante algunas misiones, el jugador puede tomar decisiones que influyen en el resultado. Además, el jugador puede recolectar elementos de historia opcionales que se encuentran dispersos por toda la ciudad para desbloquear misiones secundarias adicionales. Es posible actualizar el HOVA para aumentar la velocidad y la durabilidad, así como comprar artículos para decorar el apartamento de Rania.

## Trama
Nivalis es una ciudad futurista sobre el mar, construida sobre altas estructuras verticales. El principal medio de transporte son los coches voladores llamados HOVA. Nivalis está gobernada por corporaciones y sufre de estratificación social extrema, con las clases altas literalmente viviendo en lugares más altos. Las personas más ricas viven por encima de las nubes en el distrito de Spire.
El jugador controla a Rania, una inmigrante reciente a Nivalis desde la "Península Oriental". Huyó de su casa para escapar del usurero "cuerpo de la deuda". La acompaña su ex perro robot Camus; Rania vendió su cuerpo mientras se mudaba a Nivalis y pretende comprarle uno nuevo. Rania consigue un trabajo como repartidora para Cloudpunk. La historia se desarrolla durante su primera noche en el trabajo. Rania instala la mente digital de Camus en su HOVA y conoce a su cansado despachador del mundo, Control. Control le informa que los accidentes HOVA son comunes en Nivalis y la razón por la que pudo conseguir el trabajo es que tiene una tasa de mortalidad muy alta.
Rania completa varios trabajos para Cloudpunk y aprende más sobre sus residentes. También se le presentan opciones morales, como decidir si permitir que un anciano corredor callejero continúe con su peligrosa carrera. Rania está desconcertada por los encuentros con la palabra "CORA", que los residentes de Nivalis usan para significar oportunidad o destino. Se hace amiga de Control y descubre su verdadero nombre, Ben.
Rania conoce a un investigador privado androide llamado Huxley, quien le pide ayuda para salvar a una joven, Pashta. Cuando el implante cibernético que mejora la memoria de Pashta registró pruebas de actividad ilegal por parte del padre de Pashta, Reoh, la llevó a que le quitaran el implante. Sin embargo, Reoh no pudo pagarle al cirujano, lo que provocó la captura de Pashta por parte del cuerpo de deudas. Reoh encuentra al grupo y exige el regreso de Pashta, pero Pashta revela que escribió la prueba y amenaza con filtrarla si Reoh no la deja en paz. Luego, Rania es contactada por el jefe criminal Lomo, quien le exige que entregue a Pashta. Rania se niega y Lomo piratea a Huxley, activando su secuencia de autodestrucción. Huxley explota, no sin antes pedirle a Rania que se haga cargo de Pashta.
En el transcurso de la noche, Rania encuentra evidencia de que los sistemas de inteligencia artificial que administran Nivalis no funcionan correctamente. La infraestructura falla, los proyectos de construcción se construyen sin ningún propósito y la tasa de accidentes de tránsito aumenta rápidamente. Finalmente, descubre la verdad: CORA es la "IA maestra" que se creó para supervisar a Nivalis, pero ha crecido más allá de su propósito original. Las fallas son el resultado de que CORA intenta ejercitar su conciencia expandida pero está limitada por su hardware operativo.
En un sector abandonado de la ciudad, CORA habla con Rania y le da una unidad de hardware que contiene una pieza de CORA: una "hija". De este modo, CORA puede volver a gestionar la ciudad con normalidad, habiendo eliminado los aspectos problemáticos de su conciencia. Sin embargo, CORA está envejeciendo y es posible que no pueda gestionar la ciudad adecuadamente incluso después de la escisión. Rania viaja a la torre más alta de la ciudad y se encuentra con el CEO Jay-K, quien le explica la elección: si transmitir a la hija a una nueva ciudad como desea CORA, o sobrescribir CORA con la hija para mejorar las posibilidades de Nivalis de éxito a largo plazo. supervivencia.
Después de tomar la decisión, Rania regresa a su HOVA y descubre que Ben es una mente humana digitalizada. Murió en un accidente, pero fue resucitado por el cuerpo de deudas para pagar sus deudas trabajando para Cloudpunk. Jay-K ha pagado las deudas de Rania y Ben, lo que permite que Ben sea eliminado como él desea y que Rania quede libre del cuerpo de deudas. El juego termina con Rania, Pashta y Camus (en un nuevo cuerpo de robot) saliendo del apartamento de Rania por la mañana.
El jugador también puede completar Misiones secundarias que cuentan historias más pequeñas sobre los residentes de Nivalis.

## Desarrollo
Ion Lands es un desarrollador de juegos independiente con sede en Berlín, Alemania, fundado en 2015. El juego se anunció el 7 de noviembre de 2018 y se suponía que se lanzaría en 2019. Posteriormente se pospuso y se lanzó el 23 de abril de 2020. Marko Dieckmann fue el director del juego, mientras que la historia fue escrita por Thomas Welsh. El diseño de niveles estuvo a cargo de Roman Agapov, Rebecca Roe y Marko Dieckmann. La música fue creada por Harry Critchley, mientras que el arte voxel fue realizado por Maëva Da Silva, David Gulick, No Hoon, Maryam Khaleghi, Peter King, Sergey Munin, Niklas Mäckle, Paul Riehle, Eloïse Tricoli y Christophe Tritz. . Los retratos de los personajes fueron realizados por William Sweetman. Warlocs tradujo el juego a varios idiomas.
El juego cuenta con un elenco de actores de doblaje, que incluyen a Andrea Petrille como Rania, Mike Berlak como Control, Cory Herndon como Camus y Cam Cornelius como Huxley.
El 31 de marzo de 2021 se anunció una expansión, llamada Ciudad de los Fantasmas. Se lanzó el 25 de mayo de 2021 y continúa la historia de Rania al mismo tiempo que presenta un nuevo protagonista masculino llamado Hayse. El DLC presenta carreras callejeras, más opciones de personalización para HOVA y múltiples finales.

## Recepción
Cloudpunk recibió "críticas mixtas o promedio", según el agregador de reseñas Metacritic, basado en 40 reseñas de la versión para PC.
Richard Hoover de Adventure Gamers le dio al juego una calificación de 4 de 5 estrellas, indicando "muy bueno", y elogió la estética al estilo Blade Runner, la amplia variedad de personajes, la ciudad bulliciosa y expansiva y el vehículo, la casa y el atuendo personalizables, mientras critica que algunos diálogos se prolongan demasiado, los patrones de tráfico desconocen su presencia y la falta de un sistema de guardado. Hoover calificó el juego como una "experiencia de ciencia ficción muy convincente".
Adzuken Q. Rumpelfelt de la revista en línea Destructoid le dio al juego una crítica mixta con una calificación de 6.5 sobre 10, diciendo: "Cloudpunk es sin duda un juego que vale la pena ver, pero más allá de eso, no hay mucho que respalde su cyberpunk". estético. Volar en tu auto flotante es un placer, y la ciudad es un regalo visual consistentemente sorprendente, pero cada vez que el juego intenta brindar contexto a todo, tropieza. En gran medida, obtienes lo que dice en la caja, pero Cloudpunk se habría beneficiado de una jugabilidad más convincente y una historia más centrada. No es que esté mal diseñado o escrito de forma horrible, simplemente no llega a las nubes".
Tanto Willem Hilhorst de Nintendo World Report como PJ O'Reilly de Nintendo Life estaban decepcionados con el port del juego para Nintendo Switch, criticando la velocidad de fotogramas inconsistente y la distancia de dibujo limitada evidente en el port, y las imágenes degradadas en comparación con la versión para PC, pero elogió la atmósfera y el estilo artístico.
En diciembre de 2020, Cloudpunk fue nombrado uno de "los mejores videojuegos de 2020" por The New Yorker.

## Premios
| Año  | Premio                             | Categoría                              | Resultado |
| ---- | ---------------------------------- | -------------------------------------- | --------- |
| 2020 | British Academy Scotland Awards    | Mejor juego                            | Nominado  |
| 2020 | TIGA Games Industry Awards         | Premios a la creatividad en los juegos | Nominado  |
| 2020 | TIGA Games Industry Awards         | Juego de acción y aventura             | Nominado  |
| 2020 | DevGAMM Awards                     | Grand Prize                            | Ganador   |
| 2020 | DevGAMM Awards                     | Excelencia en audio                    | Ganador   |
| 2020 | Gamers Without Borders Game Awards | Precio de oro                          | Ganador   |
| 2021 | Deutscher Computerspielpreis       | Mejor juego alemán                     | Nominado  |
| 2021 | Deutscher Computerspielpreis       | Mejor mundo de juego y estética        | Ganador   |